# Diiktodon
Diictodon jest nazwą rodzajową terapsyda należącego do dicynodontów, żyjącego w późnym permie (około 255 milionów lat temu). Jego szczątki odkryto na terenie Afryki i Azji (w rzeczywistości prawie połowa południowoafrykańskich permskich kręgowców to diiktodony). Ten mały roślinożerca był jednym z odnoszących największy sukces permskich synapsydów.

## Budowa
Diiktodony miały względnie duże głowy zakończone dziobowatymi szczękami. Zarówno samce, jak i samice posiadały po parze kłów wystających z górnej szczęki. Zauważalny jest jednak dymorfizm płciowy, gdyż kły samców były dłuższe niż samic. Zwierzęta posiadały mocne kończyny przednie i tylne, każdy zaopatrzony w pięć palców. Diiktodony prawdopodobnie posiadały dobry węch i słuch. Kręgosłup tego terapsyda wyginał się na boki w czasie chodzenia, co jest pierwotną, gadzią cechą. Natomiast szczęki posiadały już cechy ssaczego połączenia stawowego (diiktodon posiadał już kosteczki słuchowe).

## Tryb życia
Diiktodon wiódł już żywot dość podobny do ssaków. Przede wszystkim kopał jamy, które mogły dochodzić do 1,5 metra głębokości. Wiele z nich usytuowanych było na terenach zalewowych. Prawdopodobnie duża część znajdowanych w nich osobników zginęła w czasie zalania kryjówki. Kopanie jam mogło być związane z próbą uniknięcia gorąca, które panowało na śródlądowych pustyniach Pangei. W środku norek odkryto gniazda. Niektóre z nich zawierały szczątki dwóch osobników. Może to wskazywać na to, że terapsydy te łączyły się w pary. Diiktodony nie były narażone na współzawodnictwo z innymi rodzajami. W związku z tym, zapewne walczyły między sobą o ubogie, pustynne pożywienie.

## Odżywianie
Jak wszystkie dicynononty, diiktodony były roślinożercami. Używały prawdopodobnie swych kłów do zbierania pożywienia. Tak jak dzisiejsze zwierzęta pustynne, musiały posiadać niezwykle wydajny przewód pokarmowy, co związane jest z problemami w zaopatrzenie w środki odżywcze roślin pustynnych. Możliwe też, że diiktodony wykopywały bogate w wodę bulwy roślin.

## Linia rozwojowa
Podczas gdy inna grupa terapsydów dała początek ssakom, dicynodonty, do których zalicza się diiktodony, przekształciły się wraz z następnymi milionami lat w duże, roślinożerne formy. Zaliczamy do nich takie rodzaje jak Lystrosaurus (który odniósł sukces po Wielkim Wymieraniu końca permu) oraz Placerias, żyjący współcześnie z pierwszymi dinozaurami. Mimo wszystko, zwierzęta te zostały wyparte ze swej niszy przez prozauropody i wymarły bezpotomnie.

## Diiktodon w mediach
Zwierzę zostało pokazane w jednym z odcinków serialu "Zanim przywędrowały dinozaury". Przedstawiono go jako ogniwo pośrednie między wcześniejszymi terapsydami a lystozaurami.

| ← mln lat temuDiiktodon |          |            |          |          |           |         |          |         |          |           |      |    |
| Prekambr←4,6 mld        | Kambr541 | Ordowik485 | Sylur443 | Dewon419 | Karbon359 | Perm299 | Trias252 | Jura201 | Kreda145 | Paleog.66 | Ng23 | Q2 |